# Незримый человек
Незримый человек  (исп. El hombre invisible) — картина испанского художника Сальвадора Дали, написанная с 1929 по 1932 год.
Также называемая «Невидимкой», картина демонстрирует метаморфозы, скрытый смысл и контуры предметов. Дали нередко возвращался к данному приёму, сделав его одной из основных черт своей живописи. Это касается ряда более поздних картин, таких как, к примеру, «Лебеди, отражающиеся в слонах» (1937) и «Явление лица и вазы с фруктами на берегу моря» (1938).